# Cortodera colchica
Cortodera colchica — жук из семейства усачей и подсемейства Усачики.

## Описание
Жук длиной от 6,5 до 11 мм. Время лёта взрослого жука с мая по июнь.

## Распространение
Распространён в Турции, Армении и Кавказе.

## Экология и местообитания
Жизненный цикл вида длится, возможно, год. Кормовые растения представители рода василёк (Centaurea).